# تشارلز د. مارتن
تشارلز د. مارتن (بالإنجليزية: Charles D. Martin) هو قاضي ومحامي وسياسي أمريكي، ولد في 5 أغسطس 1829 في ماونت فرنون في الولايات المتحدة، وتوفي في 25 أغسطس 1911 في لانكستر في الولايات المتحدة. حزبياً، نشط في الحزب الديمقراطي. وقد انتخب عضو مجلس النواب الأمريكي.